# SC Eilbek
Der SC Eilbek (offiziell: Sport-Club Eilbek von 1913 e. V.) ist ein Sportverein aus dem Hamburger Stadtteil Eilbek. Es werden u. a. die Sportarten Fußball, Handball, Tischtennis (Freizeitgruppe Tischtennis), Arnis (Kampfkunst), Herzsport und Gymnastik angeboten. Der Vereinssitz ist in der Fichtestraße 38 in Hamburg-Eilbek.

## Geschichte

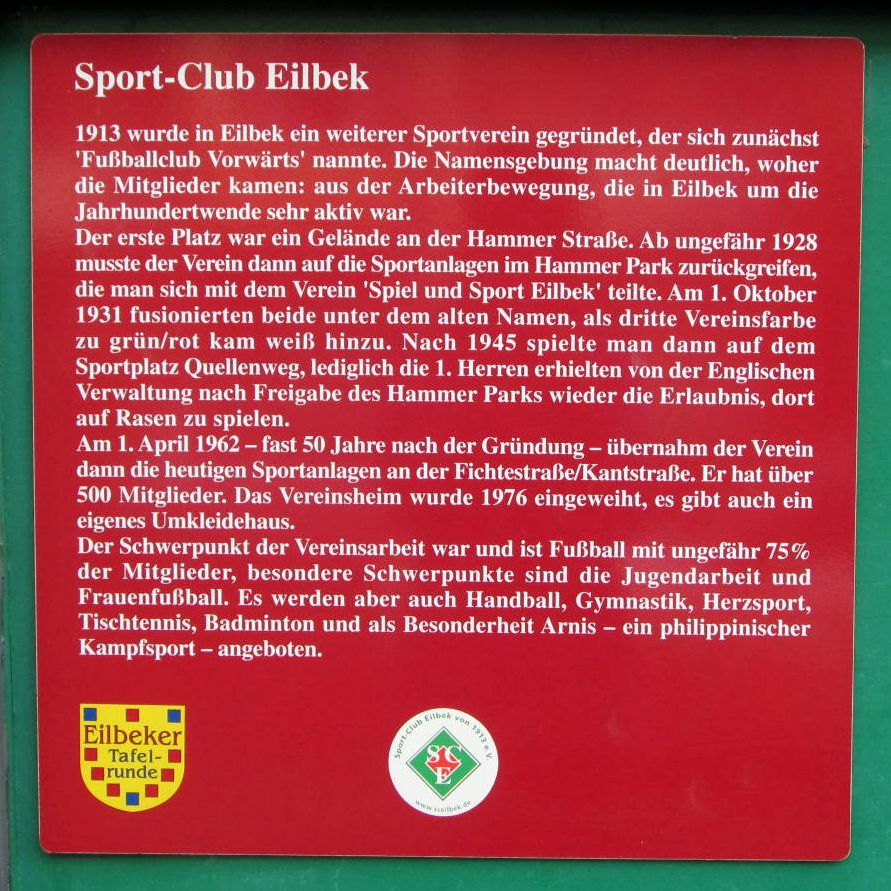
Eilbeker Tafel zur Geschichte des SCE

Der Fußballabteilung der Herren gelang zur Spielzeit 1934/35 der Aufstieg in die damals zweitklassige Fußball-Bezirksklasse Groß-Hamburg. In dieser konnte sich der Verein mit überwiegenden Platzierungen im unteren Mittelfeld bis 1939/40 halten, als Eilbek als Staffelletzter in die 2. Klasse absteigen musste. Kriegsbedingt erfolgte 1943 die Bildung einer Kriegsspielgemeinschaft mit dem Wandsbeker FC. Diese KSG spielte ab der Spielzeit 1943/44 bis 1945 erneut in der Zweitklassigkeit.
Die Fußballerinnen des SC Eilbek qualifizierten sich in der Saison 2009/10 für den DFB-Pokal der Frauen. In der ersten Runde unterlagen die Eilbekerinnen Holstein Kiel mit 0:4.